# Rio de l'Alboro

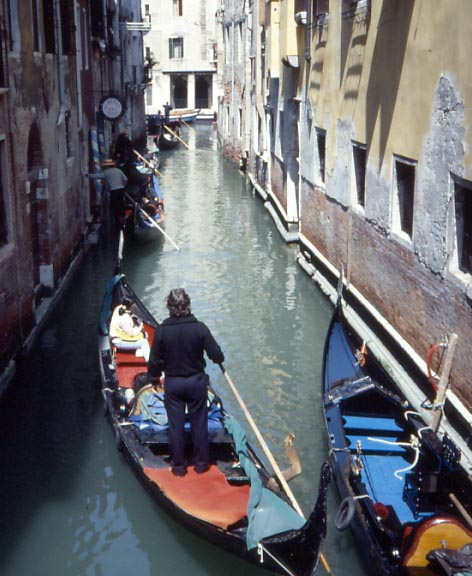
Rio de l'Alboro văzut de pe ponte de le Ostreghe.

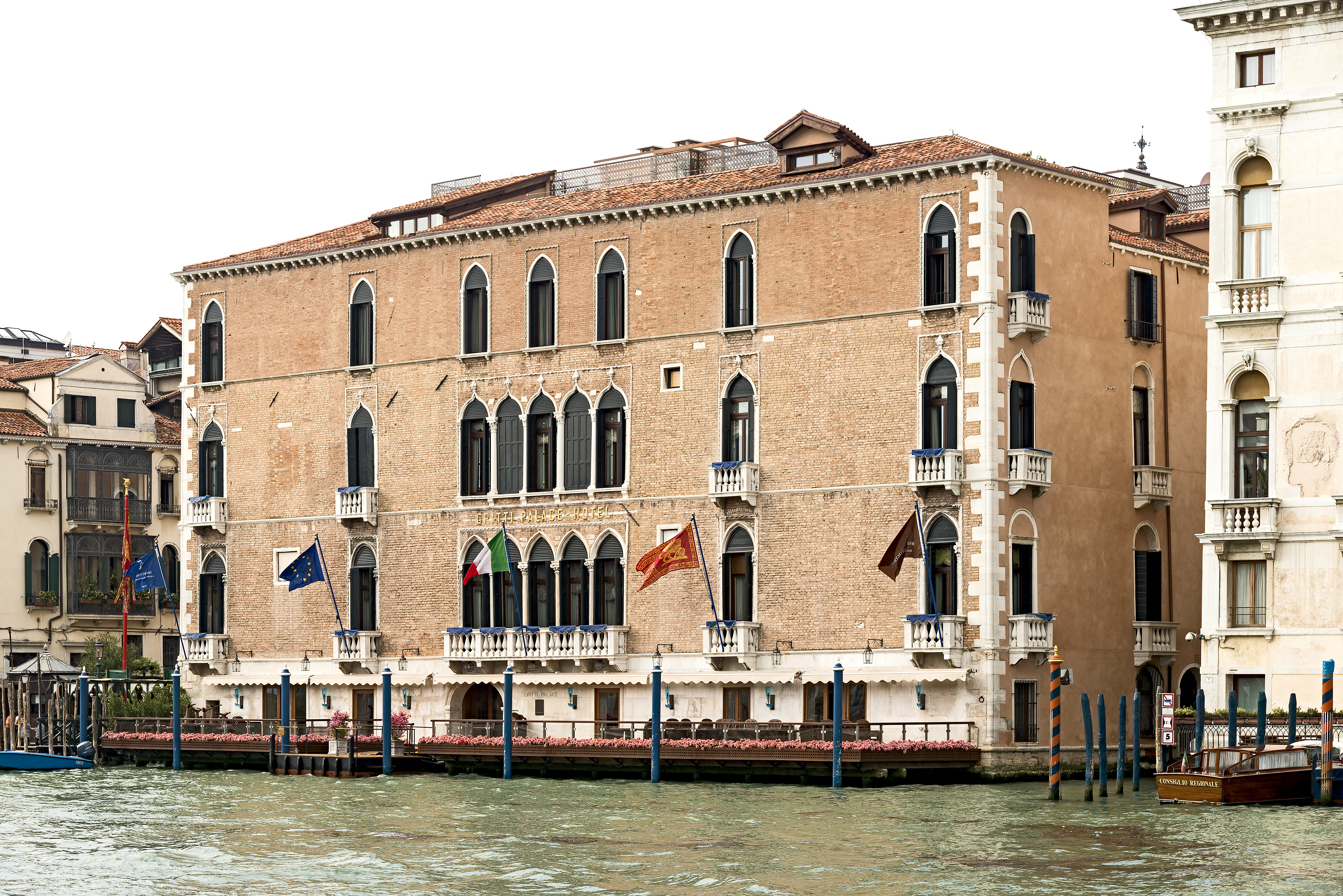
Canalul se varsă la dreapta de Palatul Pisani Gritti.

Rio dell'Albero (sau de l'Alboro în venețiană), semnificând canalul arborelui,  este un canal din Veneția în sestiere San Marco.

## Origine
Numele canalului provine de la calle delle Ostreghe, care unește calle larga XXII marzo la est și campo de Santa Maria del Giglio la vest.

## Descriere
Rio de l'Alboro are o lungime de aproximativ 165 de metri. El curge în direcția sud, unind rio delle Veste cu Canal Grande. 
Pe malul vestic, el scaldă partea din spate a Palatului Marin și a Palatului Jubanico înainte de a trece pe sub ponte de le Ostreghe. Apoi, canalul urmează Fondamente de le Ostreghe pe malul său estic, trecând pe sub un mic pod privat, înainte de a se vărsa în Canal Grande între Palatul Pisani Gritti și Palatul Ferro Fini.

## Poduri
Canalul este traversat de două poduri de la nord la sud:
- ponte de le Ostreghe (podul stridiilor) care traversează calle delle Ostreghe, legând calle larga XXII marzo la est și campo de Santa Maria del Giglio la vest.
- un pod privat

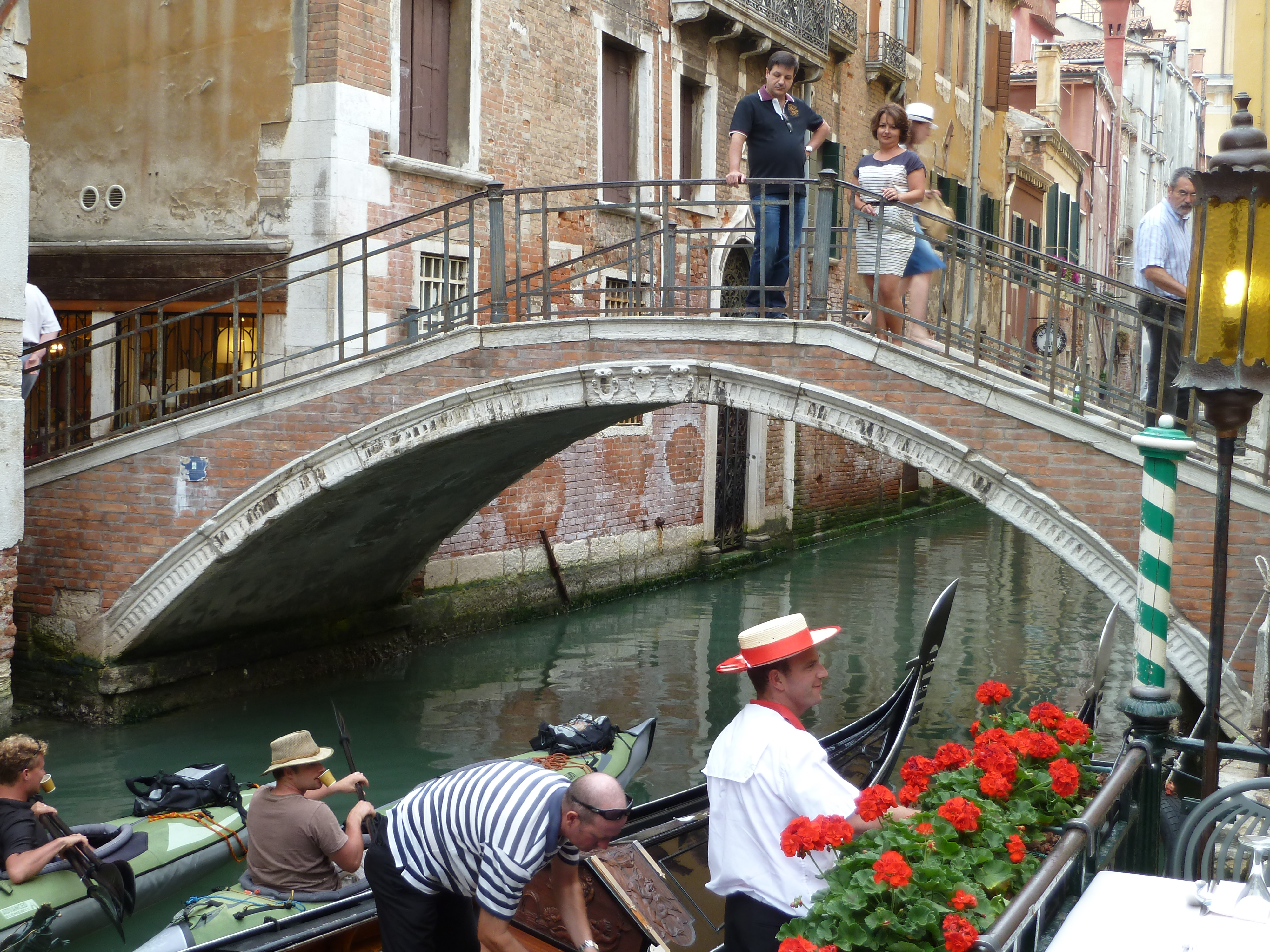
Ponte de le Ostreghe
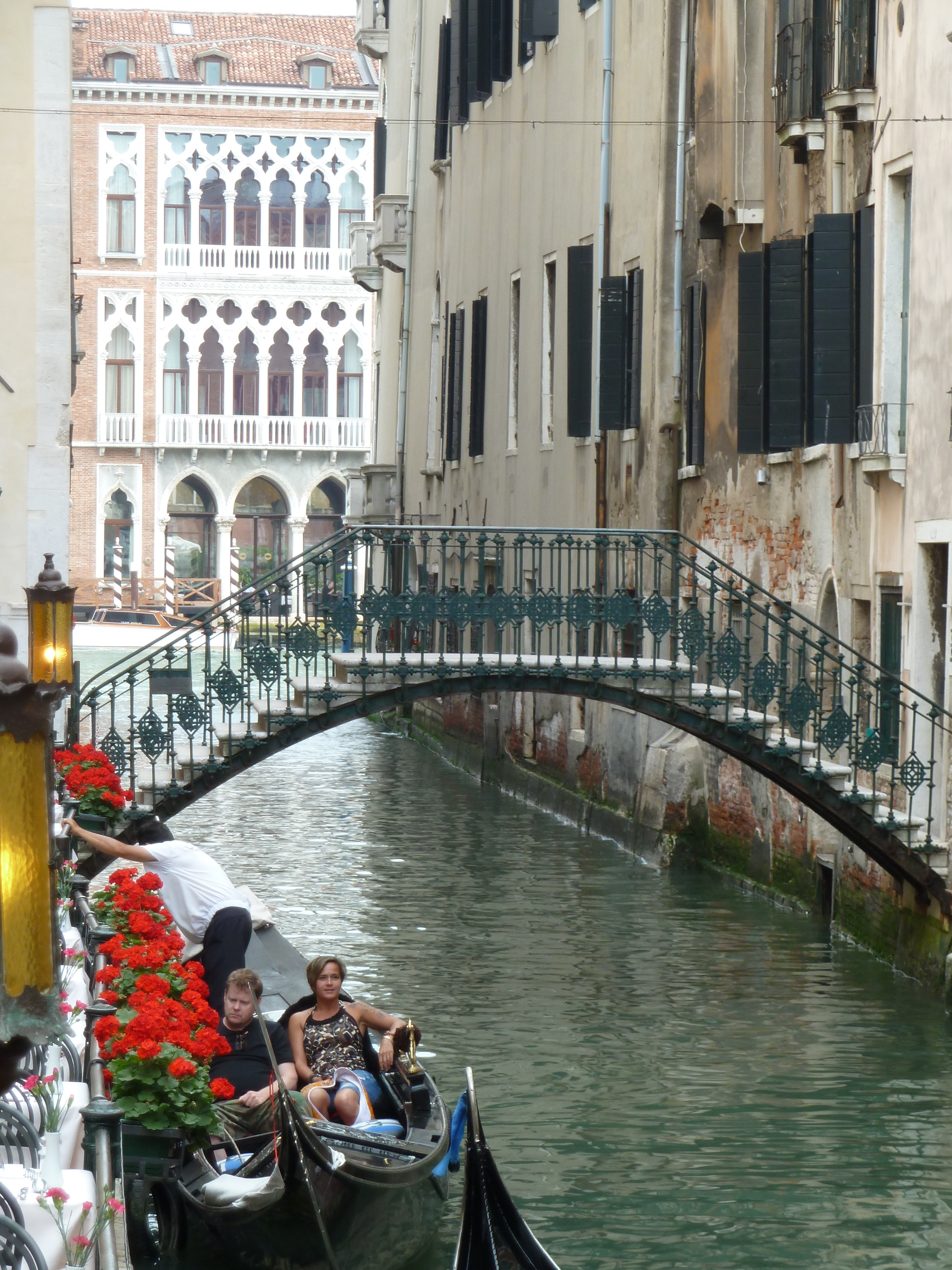
Pod privat; vedere către Canal Grande